# Bahamas i olympiska sommarspelen 1984
Bahamas deltog i de olympiska sommarspelen 1984 med en trupp bestående av 22 deltagare, men ingen av landets deltagare erövrade någon medalj.

## Friidrott
Herrarnas 400 meter
- Allan Ingraham
  - Heat — 46,72
  - Kval — 46,14 (→ gick inte vidare)

Herrarnas höjdhopp
- Stephen Wray
  - Kval — 2,15 m (→ gick inte vidare)

Herrarnas längdhopp
- Joey Wells
  - Kval — 7,92 m
  - Final — 7,97 m (→ 6:e plats)

- Lyndon Sands
  - Kval — 7,32 m (→ gick inte vidare, 19:e plats)

- Steve Hanna
  - Kval — 7,10 m (→ gick inte vidare, 21:a plats)

Damernas längdhopp
- Shonel Ferguson
  - Kval — 6,19m
  - Final — 6,44m (→ 8:e plats)

## Segling
Herrar
| Seglare       | Gren       | Lopp | Lopp | Lopp | Lopp | Lopp | Lopp | Lopp | Nettopoäng | Slutlig placering |
| Seglare       | Gren       | 1    | 2    | 3    | 4    | 5    | 6    | 7    | Nettopoäng | Slutlig placering |
| ------------- | ---------- | ---- | ---- | ---- | ---- | ---- | ---- | ---- | ---------- | ----------------- |
| Thomas Nisbet | Windglider | DNF  | 32   | 34   | RET  | 35   | 36   | RET  | 251,0      | 38                |

Öppna grenar
| Seglare                     | Gren    | Lopp | Lopp | Lopp | Lopp | Lopp | Lopp | Lopp | Nettopoäng | Slutlig placering |
| Seglare                     | Gren    | 1    | 2    | 3    | 4    | 5    | 6    | 7    | Nettopoäng | Slutlig placering |
| --------------------------- | ------- | ---- | ---- | ---- | ---- | ---- | ---- | ---- | ---------- | ----------------- |
| Montague Higgs Steven Kelly | Starbåt | 11   | 16   | 6    | 3    | 7    | 11   | 11   | 81,4       | 10                |